# Youth Against Fascism
"Youth Against Fascism" é o segundo single do álbum Dirty, de 1992, da banda norte-americana de rock alternativo Sonic Youth. Foi distribuído pela gravadora Greffen Records. 

## Lista de músicas
1. "Youth Against Fascism (Clean-Ex Mix)"
2. "The Destroyed Room"
3. "Purr (Mark Goodier Version)"
4. "Youth Against Fascism (LP Version)"

A canção semi-acústica Purr foi extraída de uma sessão de Mark Goodier da BBC em 20 de julho de 1992. Uma versão ao vivo de The Destroyed Room foi lançada anteriormente no single Dirty Boots sob o título The Bedroom. O cantor e guitarrista Ian MacKaye, do Minor Threat e Fugazi, contribuiu com as partes adicionais de guitarra na faixa-título, Youth Against Fascism.
O verso "Eu acredito em Anita Hill" refere-se à controvérsia em torno da nomeação do juiz Clarence Thomas à Suprema Corte dos Estados Unidos em 1991, por causa de acusações de assédio sexual contra Hill, uma ex-subordinada.

## Videoclipe
O videoclipe de "Youth Against Fascism" foi dirigido por Nick Egan. O vídeo foi filmado no canal de controle de enchentes de concreto do rio Los Angeles, com a banda tocando enquanto motoqueiros de freestyle motocross (FMX) circulavam. Imagens relacionadas ao fascismo, nazismo e comunismo foram inseridas no vídeo, além de fotos de bandas punk.

## Tabelas musicais
| Ano  | Single                  | Tabela           | Posição |
| ---- | ----------------------- | ---------------- | ------- |
| 1992 | "Youth Against Fascism" | UK Singles Chart | 52      |